# تفاحية (وجبة)
التفاحية هي طبق عربي من شرائح اللحم المستطيلة بعصارة التفاح الحامض.

## التاريخ
ذُكرت في كتاب الطبيخ عام 1225م لمحمد بن الحسن البغدادي كما يلي:
«صنعتها أن يؤخذ اللحم السمين فيقطع قطعاً صغاراً مستطيلة ويطرح في القدر، وعليه شيء يسير من ملح وشيء من كسفرة يابسة. ويغلى إلى أن يقارب النضج وتنزع رغوته وترمى. ثم يقطع البصل صغاراً ويلقى فوقه، وعود دار صيني وفلفل ومصطكي وزنجبيل مدقوقة ناعماً وطاقات نعنع. ثم يؤخذ التفاح الحامض، فينقى من حبه ويدق في هاون حجر، ويعتصر ماؤه؛ ويجعل فوق اللحم ثم يربى له شيء من اللوز المقشر ويلقى عليه. ويوقد تحته إلى أن ينضج. ويترك على النار حتى يهدأ. ومن أحب جعل فيها دجاجة مقطعة على مفاصلها تنضج بنضجها وترفع.»